# Samer Awad
Samer Awad (arab سامر عوض; ur. 9 lutego 1982 w Damaszku) – syryjski piłkarz, grający na pozycji pomocnika.

## Kariera klubowa
Samer Awad rozpoczął swoją zawodową karierę w 2004 roku w klubie Al-Majd Damaszek. W latach 2011–2014 grał w Al-Shorta Damaszek, z którym został w 2012 i 2013 mistrzem kraju. W sezonie 2014/2015 ponownie grał w Al-Majd. W sezonie 2015/2016 był zawodnikiem Al-Wahda i wywalczył z nim mistrzostwo Syrii.

## Kariera reprezentacyjna
W reprezentacji Syrii Awad zadebiutował w 2006 roku. W 2008 roku uczestniczył w eliminacjach Mistrzostw Świata 2010. W 2011 został powołany na Puchar Azji. W reprezentacji rozegrał 16 spotkań.